# Slava (cráter)

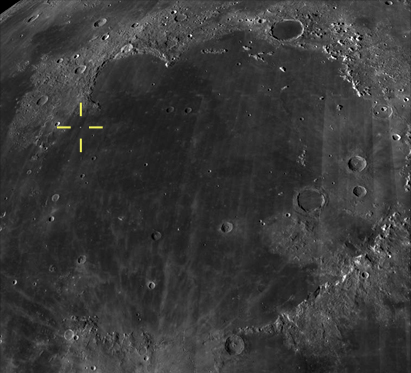
Slava es uno de los doce cráteres lunares localizados en el noroeste del Mare Imbrium

Slava es un cratercillo de impacto ubicado en la parte noroeste del Mare Imbrium, en el sector noroeste de la cara visible de la Luna. Se encuentra al sur de Igor y al noroeste de Nikolya y Vasya. Los elementos más destacables de la zona son el Promontorium Heraclides (30 km al norte) y el cráter C. Herschel (150 km al sur-sureste) del área explorada por el Lunojod 1.

## Descripción
El cráter lleva el nombre de la forma dimunitiva del nombre masculino ruso Viacheslav, uno de los 12 nombres de cratercillos localizados en el área por donde pasó el Lunojod 1. Fueron aprobados por la Unión Astronómica Internacional (UAI) el 14 de junio de 2012.
A unos 250 metros al norte del cráter estaba la plataforma de aterrizaje del módulo terrestre de la misión soviética Luna 17, que depositó el róver robot Lunojod 1 en la Luna el 14 de septiembre de 1970. La ubicación del róver y del módulo de aterrizaje fueron observadas por Albert Abdrakhimov el 17 de marzo de 2010 en una imagen del Lunar Reconnaissance Orbiter. En abril de 2010, el equipo Apache Point Observatory Lunar Laser-ranging Operation (APOLLO) de la Universidad de California en San Diego usó estas imágenes para ubicar el orbitador LRO lo suficientemente cerca como para realizar mediciones de distancias con el equipo láser de a bordo. El 22 de abril de 2010 y en los días siguientes, el equipo midió con éxito la distancia varias veces. La intersección de las esferas descritas por las distancias medidas sirvió para determinar la ubicación actual del Lunojod 1 con un metro de precisión.
Un punto de cruce de la trayectoria del róver sobre sí misma se halla al este-sureste del cráter. Tras atravesar este punto, el Lunojod 1 fue hacia el norte desde la zona este del cráter, después de visitar los cráteres Vasya y Nikolya y se dirigió más hacia el norte,  aproximándose a Igor.